# Polynéské náboženství

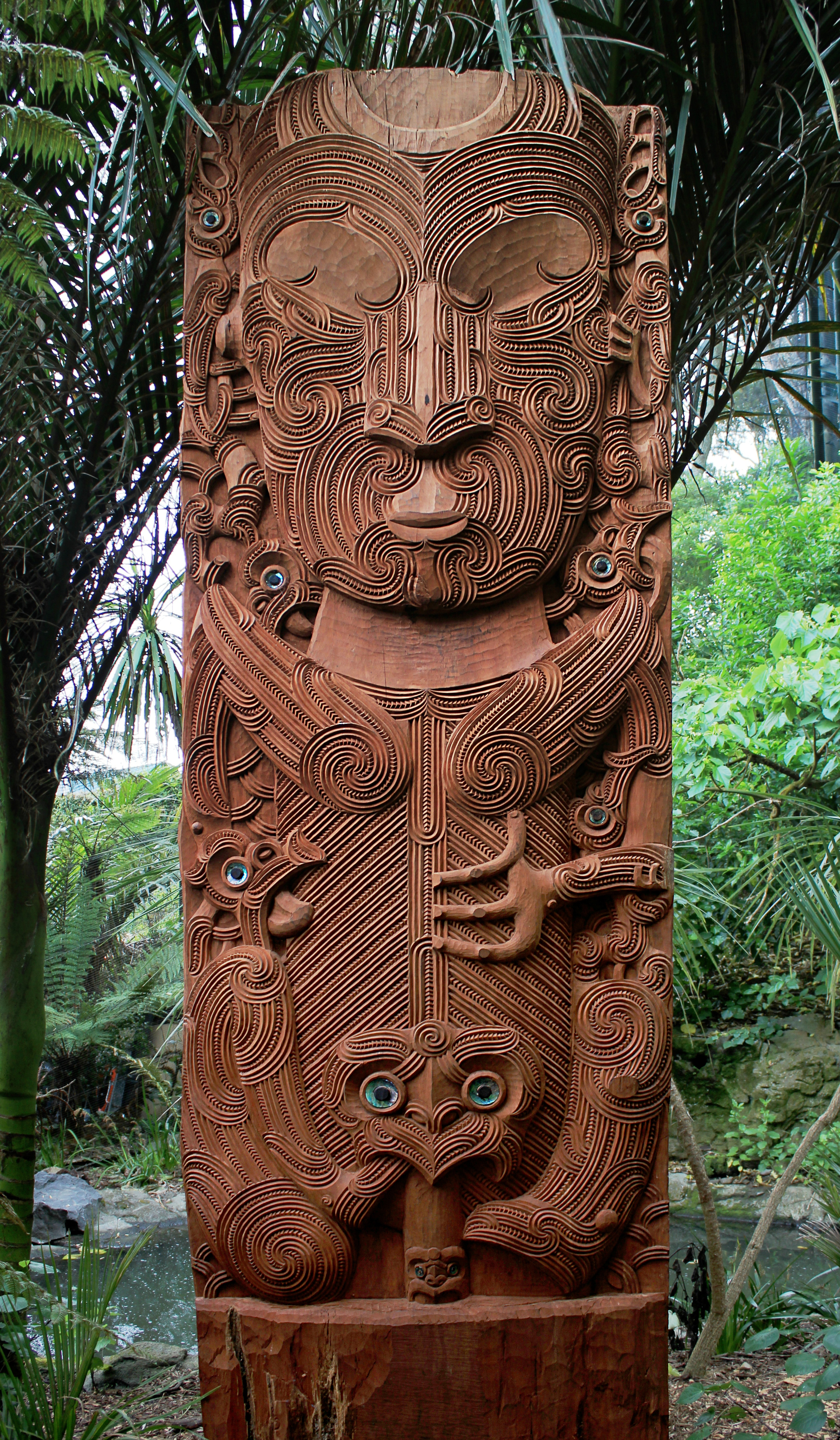
Dřevořezba Táneho, boha lesa a ptáků, v Aucklandské zoo

Polynéské náboženství je souhrnný název pro tradiční náboženské představy a praktiky domorodých obyvatel Polynésie, například Maorů, Tahiťanů nebo Havajanů. Přestože většina Polynésanů během 19. století přijala křesťanství mnoho náboženských zvyků a představ se v jejich kultuře zachovalo.

## Mytologie
Polynéská náboženství znají mnoho druhů bytostí, dobrotivých i zlovolných, zvaných atua, které zahrnují jak velká božstva, tak lokální božstva, jako zbožštění kněží a náčelníci, a další bytost. K polynéským božstvům náleží například:
- maorský Tangaroa, tahitský Ta'aroa, stvořitelské božstvo
- maorští Rangi a Papa, božský pár Nebes a Země
- maorský Tu, bůh války
- maorský Táne, bůh lesa a ptáků
- havajská Pelé, bohyně sopek a ohně
- Máui, božstvo, šibal a kulturní hrdina

Pro polynéská náboženství je také typická víra v mana, posvátnou sílu, která může být narušena lidskými skutky v případě že nejsou dodržena náležitá tabu (tapu), což mohlo vést k neštěstí či nemoci. Velký objem byl přisuzován především náčelníkům a narušení něčího mana mohlo být trestáno smrtí. Mana však bylo přisuzováno také budovám, kamenům nebo nástrojům.

## Polynéská náboženství a křesťanství
Drtivá většina domorodých Polynésanů přijala během 19. století křesťanství, ale k zániku původního náboženství zcela nedošlo. Křesťanští Polynésané chápou své nové náboženství jako nejlepší, ale zároveň přisuzují velkou hodnotu způsobu života svých předků, který obsahuje jen málo prvků, či žádné, které nemají svůj náboženský aspekt a ty byli zachovány i po christianizaci, přestože došlo k jejich proměně. Mnoho Havajanů tak například veřejně vyznává křesťanství, ale v soukromí zachovalo mnoho praktik pocházejících z tradičního náboženství. Samoané zase své náboženské obřady sekularizovali a dále je veřejně provádí vedle obřadů křesťanských. Mnoho Polynésanů tak stále zažívá kontakt se starými bohy, věří na to že jsou chráněni svými předky, přikládá náboženským význam snům, provádí tradiční obřady a věnuje se tradičnímu léčitelství. Došlo také ke vzniku hnutí synkretizujících tradiční náboženství a křesťanství jako jsou například maorské církve Rátana, Hauhau nebo Ringatú. Zároveň však mnoho křesťanských Polynésanů má na tradiční náboženství i kulturu negativní názor.